# Kocz (zakład)
Kocz lub koc - w dawnym polskim prawie zakład wnoszony na rzecz sędziego przez naganiającego sędziego, a po wprowadzeniu apelacji (1523) - przez apelującego.
W przypadku wygrania procesu o naganę sędziego lub utrzymania wyroku przez wyższą instancję (od 1523), kocz stawał się własnością sędziego. 
Wartość kocza zależna była początkowo wyłącznie od godności sędziego i składana w skórkach zwierzęcych. Jeżeli sędzią był kasztelan krakowski, kocz był składany w skórkach gronostajowych, wojewoda otrzymywał skórki łasicze, sędzia ziemski - kunie a podsędek - lisie. Później kocz zamieniono na pieniężny i dodatkowo jego wartość uzależniono od wagi sprawy, a od 1511 roku także od stanu płacącego (osoby niższego stanu płaciły więcej).
Po wprowadzeniu przez formula processus w 1523 roku instancyjności, kocz utrzymano dla ograniczenia skłonności do  apelowania.